# Петерс, Вольфганг
Вольфганг Петерс (нем. Wolfgang Peters; 8 января 1929, Германия — 22 сентября 2003) — западногерманский футболист, полузащитник.

## Карьера

### Клубная карьера
Во взрослом футболе дебютировал в 1954 году в клубе «Боруссия» (Дортмунд), за который выступал на протяжении всей своей карьеры, продолжавшейся девять лет. Завершил карьеру футболиста в 1963 году.

### Карьера в сборной
В 1957 году провёл свой единственный матч в составе национальной сборной ФРГ. В 1958 году был в составе сборной на чемпионате мира в Швеции, но находился на скамейке запасных и на поле ни разу не выходил.

### Смерть
Скончался 22 сентября 2003 года на 75-м году жизни.